# 588 (tal)
588 är det naturliga heltal som följer 587 och följs av 589.

## Matematiska egenskaper
- 588 är ett jämnt tal.
- 588 är ett sammansatt tal.
- 588 är ett ymnigt tal.
- 588 är ett praktiskt tal.
- 588 är ett Harshadtal.

## Inom vetenskapen
- 588 Achilles, en asteroid.